# سام لامرز
سام لامرز (بالهولندية: Sam Lammers)‏ (30 أبريل 1997 بتلبرغ في هولندا - ) هو لاعب كرة قدم هولندي في مركز الهجوم و يلعب مع نادي آينتراخت فرانكفورت وJong PSV ‏.

## وصلات خارجية
- سام لامرز على موقع الاتحاد الأوربي (الإنجليزية)
- سام لامرز على موقع قاعدة بيانات كرة القدم.إي يو (الإنجليزية)
- سام لامرز على موقع Soccerway.com (الإنجليزية)
- سام لامرز على موقع عالم كرة القدم.نت (الإنجليزية)
- سام لامرز على موقع AS.com (الإسبانية)